# كيوهي ميكامي
كيوهي ميكامي (باليابانية: MIKAMI) هو مصارع محترف ياباني، ولد في 28 ديسمبر 1973 في هامادا في اليابان.

## روابط خارجية
- كيوهي ميكامي على موقع CageMatch worker (الإنجليزية)
- كيوهي ميكامي على موقع قاعدة بيانات المصارعة على الإنترنت (الإنجليزية)